# بوبي اندروز
بوبي اندروز هو ممثل فلبيني، ولد في 30 نوفمبر 1975 بمانيلا في الفلبين.

## وصلات خارجية
- بوبي اندروز على موقع IMDb (الإنجليزية)
- بوبي اندروز على موقع ألو سيني (الفرنسية)
- بوبي اندروز على موقع قاعدة بيانات الفيلم (الإنجليزية)